# Calvera (miejscowość)
Calvera – miejscowość i gmina we Włoszech, w regionie Basilicata, w prowincji Potenza. Według danych z 31 grudnia 2016 gminę zamieszkiwało 386 osób.